# キャリー・ストーリー
キャリー・ストーリーは、株式会社コロプラが提供している携帯電話ウェブゲーム。正式名称は「キャリー・ストーリー はこぶ つくる ものがたり」、略称はキャリスト。auとコロプラ社が業務提携したプラットフォーム「コロプラ＋」を利用している。

## 概要
公式サイトでのジャンル分けは「GPS連動型のキャラ育成RPG」。
基本的には、キャラクターに位置登録で「土地力」を与え、戦闘でレベルアップさせ、「本」に収録された物語を読み進めていく。また、定期的に討伐イベントが開催されており、これに参加することでアイテムやキャラを入手することができる。
コロニーな生活など他のコロプラ＋のゲームで位置登録をした場合、「ついでに位置登録」という機能を利用することにより位置情報を共有することもできる。
2011年1月、ユーザーからの要望を受けてキャラクターデザインを大幅に変更した。
2024年1月31日14:00にサービス終了。

## システム
キャラクターを仲間にし、強くしていくことがゲームの主な流れである。プレイヤーは1体のキャラクターを「おとも」に選んで戦闘に参加させることになる。ほか、2体を「ひかえ」として手元に置くことができる。残りのキャラクターは「しおり箱」に保管される。しおり箱のキャラクターをおともやひかえにする場合には読書灯を1消費する。しおり箱のキャラクターは位置登録で土地力（後述）を得ることはできない。
キャラクターはレベル・HP・攻撃力・防御力・土地力というパラメーターを持っている。レベルは戦闘で経験値を蓄積することにより上昇し、レベルに応じてHP・攻撃力・防御力が上がる。戦闘では、攻撃力と防御力に残りHPを足した値がキャラの強さとして扱われ、敵の強さ（敵の場合、残りHPではなく最大値で計算される）よりも大きければ勝利できる。
土地力は位置登録で得られる。地域の区分はコロプラに従う。地域によって得られる土地力が異なり、東京などの都市部では低く、八丈島など比較的到達の困難な地域では高い傾向にある。土地力によりキャラのレベル上限が決定されるため（全キャラ共通）、キャラを強くするためには多くの場所で位置登録をすることが不可欠である。また、敵キャラクターを封印するために必要な土地力が固定されており、おとものキャラ（敵を倒したキャラ）の土地力が下回っている場合は封印することができない。
土地力は自分のキャラを預けたプレイヤーが位置登録することでも増やすことができる。キャラは友達に預けるか、各地域の託し所を利用して他プレイヤーの意志で運んでもらう。他人のキャラを連れて位置登録をすることをキャリーと呼ぶ。キャリーしている際、キャリー中のキャラが今まで位置登録をしたことがない場所で位置登録をすると、キャリーボーナスとしてアイテムが新規位置登録をしたキャラの数だけもらえる。自分のキャラを位置登録した場合はキャリーボーナスはもらえない。
キャラクターは「しおり」というアイテムを使って仲間にできるほか、イベントで入手することもある。最初のキャラクターはアリス・桃太郎・孫悟空のどれか1枚が与えられる。キャラクターを封印するには、攻撃するキャラクターに特定以上の土地力が必要である。
1回の戦闘を行うごとに、「読書灯」というパラメーターが1ずつ減っていく。読書灯は時間経過かアイテムで回復できる。
ゲームの流れは、大きく「物語を読む」「探索する」「イベント」の3つに分けられる。

### 物語を読む
キャリストのメインパート。桃太郎など童話をベースにした本（物語）を読み進め、現れる敵を倒してゆく。登場する敵は固定。
本は4ページ前後で構成されており、最初のページに登場する敵だけはどのキャラクターでも倒せるが、それ以降は同じ本で封印したキャラしか戦えない仕組みになっている。一度読んだページはいつでも読むことができる。
2011年8月現在、5冊目までが公開されている。

### 探索する
上記の物語とは関係なく、読書灯を1ずつ消費して探索を行う。探索すると敵が出るとは限らない。探索が完了（100%）になると探索に応じた経験値がもらえる。
レベルが上がるごとに探索の数が増えていく。また、探索によって出現する敵の種類・レベルが異なる。
特定の地域やキャラクターにより出現する「限定探索」も存在する。

### イベント
非常に多くのHP・攻撃力・防御力を持った敵（ボス）に複数のプレイヤーで立ち向かう討伐イベント。専用の探索→ボス発見・討伐という手順を踏む必要がある。ボスキャラは龍が多いが、吸血鬼や海賊など異なるタイプのボスも存在する。
ボスは9地区×3ルートのいずれかに潜んでおり、ボスがいる箇所の探索を終了することによって初めてボスと戦うことができる。ボスは同一時間に複数出現することもある。
ボスとの戦闘中に限り、読書灯を3消費してHPを全回復することができる。また、戦闘中に助太刀モードが発生することがあり、この間キャラクターのステータスが大幅に上昇する。
ボスには逃走までの時間が設定されており、これを過ぎるまでにHPを0にできないと逃走してしまう。手傷を負ったボスが再出現することはない。
ボスにとどめを刺したプレイヤー（フィニッシャー）と、最多ダメージを与えたプレイヤーにはボスキャラクターを封印する権利が与えられる。しおりの種類によっては、必ず封印できるとは限らない。
ボスに与えたダメージとボスの強さ（★の数により表される）により、勝利後にメダルが与えられる。逃走された場合はどんなにダメージを与えていてもメダルはもらえない。貯めたメダルの枚数によりアイテムやレアキャラが授与される。
イベント探索終了時にボスとは別のレアキャラに出会うこともある。キャラに遭遇すると戦闘になり、「プレイヤーの攻撃が当たる」「避ける」「逃走する」のどれかが発生する。レアキャラには服従度が設定されており、攻撃が1度当たるごとにわずかに（1～2）上昇し、100になったときに封印の権利を得ることができる。封印に失敗した場合、服従度は0に戻ってしまう。メダルを一定数所持していなければ攻撃できないレアキャラが出現することもある。

### ゲームブック
プレイヤーが独自のゲームブック（GB）を作成し、他のプレイヤーに読んでもらうことができる。コロプラの自由帳機能に類似しているが、敵キャラクターを登場させられる点が異なっている。敵キャラクターと戦闘する場合、読者は読書灯を1消費する。戦闘に勝利した場合は読者の、敗北した場合は作成者のキャラが経験値を得る。これを利用したキャラ鍛錬用のゲームブックも存在する。
イベント開催時にはイベントのキャラクターを主人公にしたゲームブックのコンテストも併催され、優秀者にはレアキャラが進呈される。

## アイテム
アイテムには、大きくわけて「戦闘力を上げるもの」「読書灯を回復するもの」「しおり」「キャリーに関わるもの」が存在する。
アイテムは、探索で倒した敵が落とす、キャリーボーナスでもらう、課金して購入するなどして入手することができる。
リンゴ
おとものキャラのHPを回復する。金のリンゴは100%、銀のリンゴは50%、うさぎリンゴは25%。
ベル
おとものキャラの攻撃力を上昇させる。
トワレ
おとものキャラの防御力を上昇させる。
真実のルーペ
おとものキャラが次の戦闘で確実に必殺技を出す。
ロウソク
読書灯を回復させる。大聖堂のロウソクは100%、教会のロウソクは50%、祈りのロウソクは25%。
しおり
倒した敵キャラクターを封印して仲間にできる。不思議なしおりであれば100%封印できるが、豪華なしおりや素朴なしおりでは一定の確率でしか封印できない。戦闘後にしおりが光らなければキャラを封印することができず、絶対にしおりの光らない（＝封印できない）キャラクターも存在する（2011年8月現在）。
チケット
ひかえのキャラクターを1体、現在地の託し所に置いて他プレイヤーにキャリーしてもらうことができる。キャラがプレイヤーによって返却された際、キャリーチケットであれば最初に置かれた託し所に、スターチケットであれば最後に位置登録された場所の託し所に戻される。
フェアリーバッグ
使用してから72時間、自分の手元に置けるキャラおよびキャリーできる他人のキャラの数がそれぞれ5まで上昇する。つまり最大10体の位置登録を行えるということである。FBと略されることがある。
ギカントバッグ
使用してから72時間、自分の手元に置けるキャラおよびキャリーできる他人のキャラの数がそれぞれ7まで上昇する。つまり最大14体の位置登録を行えるということである。GBと略されることがある。なお、FBと重ねて使うとGBの効果は切れてしまう。
約束の魔笛
イベント限定アイテム。ボスとの戦闘中に使用すると助太刀モードが発動する。